# Michael Wesely
Michael Wesely (né en 1963 à Munich) est un photographe contemporain allemand surtout connu pour ses photos de villes, d'édifices, de paysages et de natures mortes de fleurs prises avec une technique d'exposition ultra-longue.

## Biographie
De 1986 à 1988, Michael Wesely fréquente la Bayerische Staatslehranstalt für Photographie à Munich, avant de poursuivre ses études à l'Académie des beaux-arts de Munich avec Heribert Sturm et James Reineking.
Wesely utilise un appareil spécial à sténopé avec une combinaison de filtres qui permet un enregistrement des scènes ralenti pouvant s'étendre sur une  longue période de temps. Le résultat est une seule image qui montre tout ce qui se trouvait devant l'appareil pendant la durée d'ouverture de l'obturateur.
Il l'utilise pour photographier dans le temps des scènes, comme la reconstruction de la Potsdamer Platz à Berlin dans les années qui ont suivi la chute du mur de Berlin ; il s'agissait de dépeindre le désir de reconstruction tout en préservant les nombreuses couches d'histoire de la place. Il a également photographié des paysages encore vierges d'Allemagne de l'Est et d'Amérique avec un cadrage large des champs et du ciel  .
Lors de la reconstruction du Musée d'art moderne de New York (MoMA), Wesely a pris des photos du changement progressif de son architecture. C'est ce qui fut nommé le projet Open Shutter, présenté au MoMA en 2004.
De 2003 à 2010, avec son épouse Lina Kim, il a pris des photos de Brasília, chacune exposée du lever au coucher du soleil. Le couple a  également utilisé des images historiques et inédites de diverses archives de la ville et de journaux de la capitale brésilienne construite dans un paysage vierge et libre et inaugurée en 1960. Wesely et son épouse ont montré environ 300 tirages documentant le processus de construction lors d'expositions à Kiel et Ulm. 1500 de ces photographies, prises entre 1958 et 1964 et reconstituées en couleur, ont été publiées au Brésil dans un livre,.
Les œuvres, images fixes de Wesely traitent, représentent et incarnent le changement qui s'opère au fil du temps et le passage de ce dernier. En raison de l'exposition extrêmement longue et de l'ampoule spéciale qu'il utilise, les éléments qui bougent le moins dominent ses images, tandis que ceux qui bougent deviendront des figures transparentes qui se chevauchent. Tout ce qui s'est passé sur la scène pendant l'exposition qui peut durer de  plusieurs semaines à plusieurs mois ou plusieurs années sera vu sur une seule photo. 
Il peut ainsi montrer le développement de tulipes dans un vase, leur flétrissement  ou la construction ou la démolition de bâtiments entiers rendant ainsi le temps lui-même, visible dans ses images. 
Dans ses œuvres, un nouveau rapport entre compétence technique et intention esthétique permet d'inverser la poétique plus traditionnelle de la photographie du «moment décisif». Les longues expositions des photographies de Michael Wesely sont riches du paradoxe de l'unité/diversité, ce sont des images individuelles qui rapportent de longues histoires sous une forme non séquentielle et synthétique,.